# Салмручей
Салмручей — ручей в России, протекает по территории Чёлмужского сельского поселения Медвежьегорского района и Валдайского сельского поселения Сегежского района Республики Карелии. Длина ручья — 13 км.
Ручей берёт начало из Салмозера.
Течёт преимущественно в северном по заболоченной местности.
Ручей в общей сложности имеет пять притоков суммарной длиной 20 км.
Втекает на высоте ниже 116,2 м над уровнем моря в реку Вожму, которая, в свою очередь, впадает в Выгозеро.
Населённые пункты на ручье отсутствуют.
Код объекта в государственном водном реестре — 02020001212202000005551.